# About Damn Time
About Damn Time is een nummer van de Amerikaanse zangeres en rapper Lizzo. Zij schreef het nummer samen met Blake Slatkin, Eric Frederic, Larry Price, Malcolm McLaren, Ronald Larkins, Stephen Hague, Theron Makiel Thomas, terwijl Slatkin en Frederic de productie voor hun rekening namen. In april 2022 werd het uitgebracht als leadsingle van het album Special.

## Achtergrond
Het nummer is de laatste van het album die geschreven werd. Volgens Lizzo voelde het album nog niet compleet en moest er nog een positief nummer aan toegevoegd worden. De zangeres zei over het nummer: "Ik denk dat het leven ons een aantal grote trauma's en moeilijke ervaringen heeft bezorgd, vooral wereldwijd de afgelopen jaren. Ik wilde een lied schrijven waarmee we even de tijd konden nemen om onze overleving te vieren, en om te vieren hoe ver we zijn gekomen."

## Hitnoteringen en prijzen
About Damn Time bereikte de eerste plek van de Billboard Hot 100, de meest prestigieuze Amerikaanse hitlijst. Hier stond het twee weken. Ook in Mexico eindigde het op de eerste plek. In elf anderen landen kwam het tot maximaal de tweede of derde plek. In de Nederlandse Top 40 stond het negen weken met een zeventiende plaats als hoogste notering.
Tijdens de MTV Video Music Awards van 2022 won Lizzo met About Damn Time de Video for Good, een prijs voor de beste video met een sociale boodschap. Daarnaast was het genomineerd voor Song of the Year, Best Pop Video en Song of Summer. Bij de Grammy Awards van 2023 werd het nummer driemaal genomineerd, voor Song of the Year, Best Pop Solo Performance en Record of the Year. Die laatste won Lizzo, waarmee ze als eerste vrouwelijke rapper deze prijs binnenhaalde. Een remix die Purple Disco Machine maakte van About Damn Time won de Grammy voor Best Remixed Recording.

### Nederlandse Top 40
| Hitnotering: 14-05-2022 t/m 09-07-2022 | Hitnotering: 14-05-2022 t/m 09-07-2022 | Hitnotering: 14-05-2022 t/m 09-07-2022 | Hitnotering: 14-05-2022 t/m 09-07-2022 | Hitnotering: 14-05-2022 t/m 09-07-2022 | Hitnotering: 14-05-2022 t/m 09-07-2022 | Hitnotering: 14-05-2022 t/m 09-07-2022 | Hitnotering: 14-05-2022 t/m 09-07-2022 | Hitnotering: 14-05-2022 t/m 09-07-2022 | Hitnotering: 14-05-2022 t/m 09-07-2022 | Hitnotering: 14-05-2022 t/m 09-07-2022 |
| Week:                                  | 1                                      | 2                                      | 3                                      | 4                                      | 5                                      | 6                                      | 7                                      | 8                                      | 9                                      |                                        |
| -------------------------------------- | -------------------------------------- | -------------------------------------- | -------------------------------------- | -------------------------------------- | -------------------------------------- | -------------------------------------- | -------------------------------------- | -------------------------------------- | -------------------------------------- | -------------------------------------- |
| Positie:                               | 40                                     | 28                                     | 21                                     | 19                                     | 17                                     | 21                                     | 23                                     | 24                                     | 35                                     | uit                                    |